# イルゼビル (小惑星)
イルゼビル (919 Ilsebill) は小惑星帯の小惑星。1918年10月30日、ハイデルベルクのケーニッヒシュトゥール天文台でドイツの天文学者マックス・ヴォルフが発見した。
グリム兄弟の童話『漁師とおかみ』(de:Vom Fischer und seiner Frau) の漁師の妻に因んで命名された。